# USS LST-363
O USS LST-363 foi um navio de guerra norte-americano da classe LST que operou durante a Segunda Guerra Mundial.